# Temnothorax taivanensis
Temnothorax taivanensis (лат.) — вид мелких по размеру муравьёв рода Temnothorax  из подсемейства мирмицины (Formicidae). Эндемики Тайваня.

## Распространение
Восточная Азия: Тайвань (Funkiko).

## Описание
Мелкие буровато-чёрные муравьи (около 2 мм). Скапус усика средней длины, почти достаёт задний край головы. Голова овально-удлинённая, метанотальное вдавление слабое, заднегрудь угловатая, с длинными проподеальными шипиками. Грудь и голова сверху с продольными морщинками. Усики 12-члениковые. Вид был впервые описан в 1929 году под первоначальным названием Leptothorax taivanensis Wheeler, W.M., 1929, в 2003 году включён в состав рода Temnothorax.